# قوه قضائیه نروژ

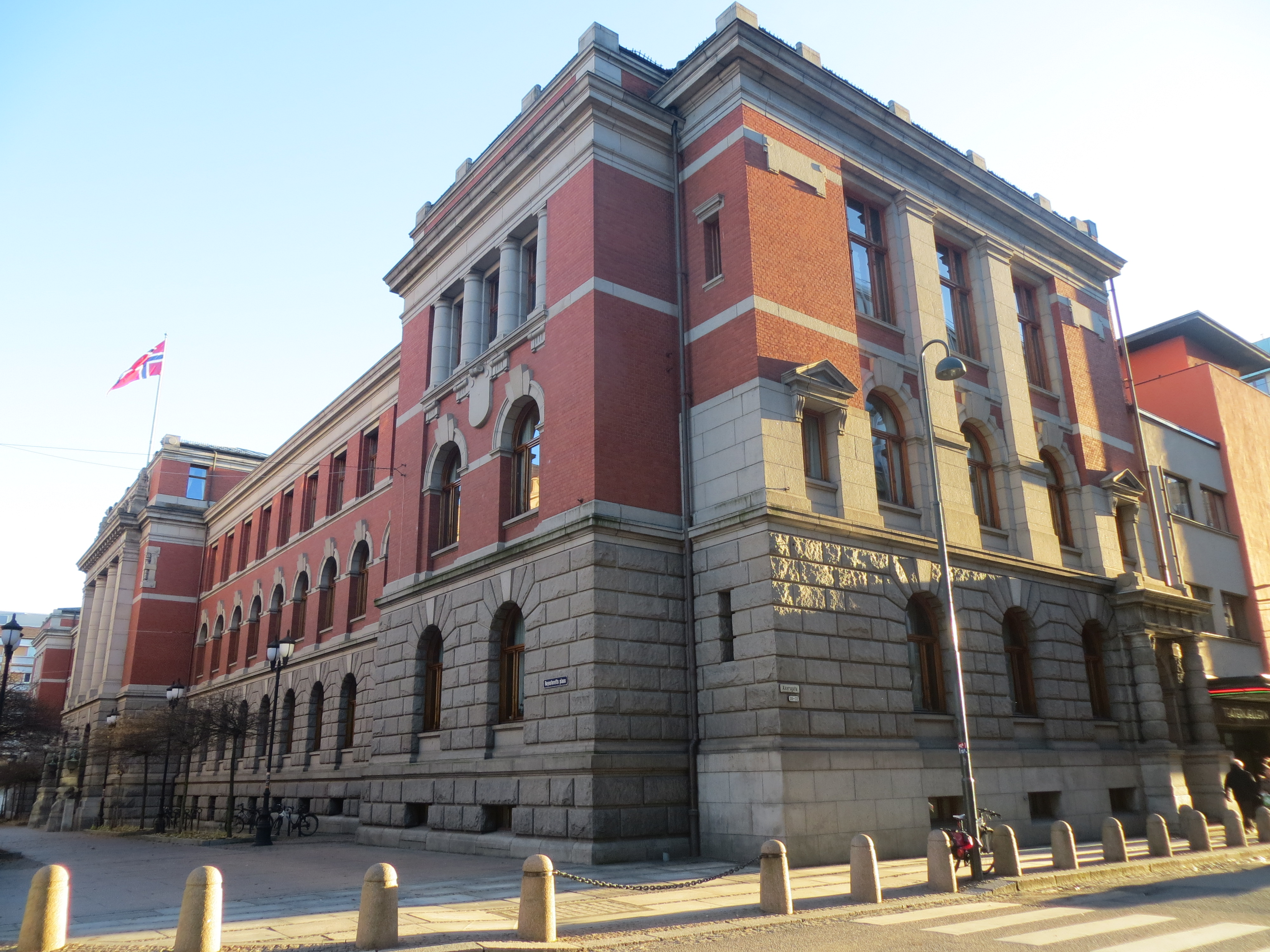
ساختمان دیوان عالی در اسلو

قوه قضائیه نروژ (به انگلیسی: Judiciary of Norway) دستگاه قضائی در کشور نروژ می‌باشد. دستگاه قضائی در کشور نروژ در سه سطح سازمان‌دهی شده است، دادگاه‌های بدوی، دادگاه بخش (Herredsrett) و دادگاه‌های شهری (Byrett). کشور به ۸۸ حوزه قضائی تقسیم می‌شود، اکثر این حوزه‌ها تحت نظارت یک قاضی صلاحیت‌دار و یک یا دو قائم‌مقام فعالیت می‌کنند (در شهرهای بزرگ تعداد قضات بین ۳ تا ۴۴ نفر است).
دادگاه عالی شامل پنج حوزه حقوقی است که رسیدگی به پرونده‌های مدنی و جنائی را به عهده دارد و هر یک از آنها، بین ۹ تا ۲۹ نفر قاضی دارد و شامل دو بخش پژوهش و جنائی است، دیوان عالی کشور در اسلو واقع است و وظیفه اتخاذ تصمیم نهائی، پیرامون قضایا را عهده‌دار است این دادگاه که توسط ۱۸ قاضی انجام وظیفه می‌کند، زیر نظر پادشاه انتخاب می‌شود و ریاست آن را نیز یک دادستان (قاضی کل بر عهده دارد) که صلاحیت قضاوت در زمینه قضایای جنائی و مدنی را دارد.